# Прогресс (Красноярский край)
Прогресс — деревня в Назаровском районе Красноярского края России. Входит в состав Гляденского сельсовета.

## География
Деревня расположен в 42 км к югу от районного центра Назарово.

## Население
| 2010 |
| ---- |
| 129  |

Гендерный состав
По данным Всероссийской переписи населения 2010 года 64 мужчины и 65 женщин из 129 человек.